# 赤精子
赤精子，即神仙家所稱的仙人寧封子，黃帝時任陶正，主管燒陶事務，能積火自焚。與許多黃帝時代的傳說人物相同，寧封為了發展人類技術（燒陶）而貢獻了自己的生活。

## 歷史
赤精子掌陶正事，為火神。故漢成帝時，道士甘忠可謂赤精子下凡賜書《天官曆．包元太平經》以己，故書中多有評論朝政的內容，以鞏固屬火德（劉向父子五行相生說）的漢祚。

## 文學中的刻劃
在《封神演义》中，赤精子乃元始天尊門下崑崙十二仙之一，居太華山雲霄洞，赤精子是殷洪的老师，将阴阳镜、八卦紫绶仙衣等宝物交给殷洪，命其下山助姜子牙伐纣。

## 《封神演義》影視作品

### 電視劇
| 年份   | 劇名                 | 演員 | 製作公司       | 備註     |
| ------ | -------------------- | ---- | -------------- | -------- |
| 2006年 | 《封神榜之鳳鳴岐山》 | 李軍 | 中國中央電視台 |          |
| 2009年 | 《封神榜之武王伐紂》 | 李軍 | 中國中央電視台 | 林心如版 |